# 水車礁石
水車礁石（Mill Reef，1968年－1986年）是匹冠軍純種競賽馬和冠軍種馬。牠出身美國，但競賽生涯(1970-1972)都在英國渡過，出賽14次獲12冠2亞。兩歲時已嶄露頭角，三歲時成績更是驚人，一舉奪得葉森打吡、日蝕大賽、英皇錦標和凱旋門大賽等四項頂級國際一級賽。四歲時兩出兩捷，最終因腿部骨折被逼退役。
牠與英國名駒格烈准將是當時英國馬壇的明星賽駒。兩駒只曾在1971年的英國二千堅尼錦標交手，格烈准將以三個馬位取勝。但評論認為該賽的1600米路程並非水車礁石所擅長，故孰者較強多年來一直沒有定論。

## 背景
水車礁石出生於美國維珍尼亞州Rokeby馬房，由馬主兼育馬者保罗·梅隆親手培育。牠的父親為Never Bend、母親為Milan Mill、外祖父為Princequillo。周歲時，其身姿腳法被認為較適合於草地上競逐，故馬主於1969年12月把牠送到英國金斯克利爾馬房，交由年輕練馬師Ian Balding訓練。畢生上陣14次，悉數由威爾斯騎手Geoff Lewis主轡。Mellon是以安地卡島上的水車礁石俱樂部來為馬匹命名，自俱樂部1947年在這西印度洋小島上營業以來，他的家族已在這裡擁有渡假別墅。

## 競賽生涯

### 1970年：兩歲賽季
水車礁石在5月的梳士巴利錦標初試蹄聲，結果擊敗衛冕的Fireside Chat，大勝四個馬位而回。接著挑戰在皇家雅士谷賽期舉行的三級賽高雲地錦標，比亞軍馬先六個馬位過終點。練馬師其後決定讓牠遠征法國，在拉菲城堡馬場爭奪二級賽Rober Papin錦標，以短距離敗於另一匹英國兩歲明星馬My Swallow蹄下，初嘗敗績。
8月回到英國約克馬場出戰二級賽Gimcrack錦標，賽前一場傾盤大雨把跑道弄得泥濘不堪，練馬師本想退賽，馬主卻認為牠可以克服。在這場1200米的短途賽事中，水車礁石把亞軍馬拋離在十個馬位後，這匹亞軍馬Green God，於1971年成為歐洲短途霸主。水車礁石在本賽季再勝出兩場賽事，於年終的態況評分榜上132分排第二名，比My Swallow少1分，排名第三的則是格烈准將。

### 1971年：三歲賽季
在紐伯里馬場勝出英國二千堅尼錦標資格賽Greenham錦標後，牠在二千堅尼賽場上終於跑贏獲得季軍的My Swallow──可惜牠只得亞軍，冠軍是一哩能手格烈准將。
這是水車礁石最後一次在對手身後完成賽事。在接下來的葉森打吡、日蝕大賽、英皇錦標以至凱旋門大賽，牠都以最少兩個馬位輕鬆取勝。

### 1972年：四歲賽季
4月，牠再回到取得凱旋門大賽冠軍的隆尚馬場，以十個馬位之遙拿下一級賽根利錦標。之後準備與格烈准將在日蝕大賽再度交鋒，唯在勝出加冕盃後感染病毒，沒有參加日蝕大賽。
康復後水車礁石踏上預備衛冕凱旋門之路，然而在一次訓練裡牠前腿出現複雜性骨折，內膝蓋骨破碎，令脛骨和主腕骨受壓而碎裂。經過10小時手術後保住了性命，不過競賽生涯就此畫上句號。

## 配種生涯
水車礁石退役後在新市場英國國家育馬場（National Stud）展開種馬生涯，牠的配種成就傑出，子嗣包括1978年葉森打吡、愛爾蘭打吡雙料冠軍Shirley Heights，賽馬會錦標（法國打吡）冠軍Acamas和1987年葉森打吡盟主參考點（Reference Point）。
1986年水車礁石離世，遺體安葬於英國國家育馬場，上有其等身銅像以茲紀念。

## 血統表
- www.pedigreequery.com/mill+reef